# امانوئل پیرو
امانوئل پیرو (ایتالیایی: Emanuele Pirro؛ زادهٔ ۱۲ ژانویهٔ ۱۹۶۲ در رم) رانندهٔ سابق مسابقات اتومبیل‌رانی اهل ایتالیا است که از فصل ۱۹۸۹ تا ۱۹۹۱ در مجموع در چهل گراند پری از مسابقات جهانی فرمول یک شرکت کرد.
او در طول دوران فعالیت خود در فرمول یک، ۳ امتیاز را به نام خود به‌ثبت رساند.